# Teoniki Rożynek
Teoniki Rożynek (ur. 1991 w Krakowie) – polska kompozytorka. Laureatka Paszportu Polityki oraz nagrody za muzykę na Festiwalu Polskich Filmów Fabularnych w Gdyni.
Tworzy zarówno samodzielnie, jak i w ramach twórczości kolektywnej, zarówno w spektaklach i filmach, jak i w duetach i kolektywach kompozytorskich. Uczestniczyła w kursach i warsztatach kompozytorskich. Jej utwory wykonywano między innymi podczas festiwalu Warszawska Jesień (2016, 2017, 2018) i Musica Electronica Nova (2017, Wrocław).

## Biografia
Teoniki Rożynek urodziła się w 1991 w Krakowie. W wieku 4 lat podjęła naukę gry na skrzypcach w szkole muzycznej. Tworzenie muzyki elektronicznej rozpoczęła w wieku 13 lub 14 lat, swoje utwory udostępniała w MySpace, gdzie publikuje nadal (2019). W 2011 zdała maturę w jednym z krakowskich liceów. W 2017 zaczęła studia magisterskie w klasie kompozycji prof. Krzysztofa Baculewskiego na Uniwersytecie Muzycznym Fryderyka Chopina. W kwestii pierwszego etapu studiów źródła podają niejasne informacje. Strona Narodowego Forum Muzyki informuje, że jest absolwentką Uniwersytetu Jagiellońskiego, wiadomo też, że na jesieni 2011 była studentką Wydziału Grafiki Akademii Sztuk Pięknych im. Jana Matejki w Krakowie.

## Twórczość
Teoniki Rożynek tworzy muzykę instrumentalną, elektroakustyczną oraz elektroniczną. Wykonywana przez nią muzyka jest trudna do sklasyfikowania, co sama przyznała. Działa zarówno samodzielnie, jak i w ramach twórczości kolektywnej, zarówno w spektaklach i filmach, jak i w duetach i kolektywach kompozytorskich.
Współpracuje z organizacją Delirium-Edition, w roku 2018, podczas projektu Embody nastąpiło prawykonanie kompozycji powierzchnie minimalne, prezentowaną w ramach Festiwalu Warszawska Jesień pod dyrekcją Wiktora Kociubana.

## Festiwale
Utwory Teoniki Rożynek wykonywano między innymi na następujących festiwalach:
- „Warszawska Jesień” (2016, 2017, 2018[8])
- Musica Electronica Nova (2017, Wrocław)
- koncert organizowany w Krakowie we współpracy z Musikhochschule w Kolonii (2016)
- Kravín Rural Arts / Hranice u Malče (Czechy; 2016)
- PLATO Ostrava (2018)
- Bendigo International Festival of Exploratory Music (Australia, 2017)

## Nagrody i Wyróżnienia
- Nagroda za muzykę do spektaklu Hymn do miłości (Teatr Polski w Poznaniu) w reżyserii Marty Górnickiej na 10. Festiwalu Boska Komedia[1]
- laureatka 29. edycji Paszportu „Polityki” w kategorii muzyka poważna[9]
- Nagroda za muzykę do filmu Prime Time na Festiwalu Polskich Filmów Fabularnych w Gdyni (2021)[10]